# Anexos al Estadio José Zorrilla
Los anexos al estadio municipal José Zorrilla están situados en la ciudad de Valladolid, capital de la provincia de Valladolid, en la comunidad autónoma española de Castilla y León, en España. 
Sirven de sede habitual al Real Valladolid Promesas y a las categorías inferiores, así como de entrenamiento del Real Valladolid.
La dirección de los campos es Avenida del Mundial 82, s/n; 47014 Valladolid.
Los Anexos al Nuevo Estadio José Zorrilla, se construyeron con motivo de ser la ciudad deportiva del Real Valladolid en el año 1988.
Los campos anexos al Estadio José Zorrilla se construyeron junto al propio estadio con una escasa separación de 20 metros entre los dos recintos. 
Se edificaron en la margen derecha del Pisuerga junto a la Avenida del Monasterio del Prado, en la zona oeste de la capital, para potenciar esa área de la ciudad, junto al Barrio de Parquesol y un centro comercial. Ocupan en total una extensión de 25 hectáreas, de las que 5 son parte del recinto deportivo y el resto para accesos y aparcamientos. 
Los campos poseen una grada para el campo de hierba natural donde entrena el Real Valladolid y otra grada para uno de los campos de hierba artificial donde habitualmente juegan tanto el Real Valladolid Promesas como el Real Valladolid Juvenil además de alguna otra categoría inferior que necesite campo de fútbol-11.
Antiguamente los actuales campos de hierba artificial eran de tierra y sirvieron para albergar algunos conciertos, como uno del grupo vallisoletano Celtas Cortos.

## Instalaciones

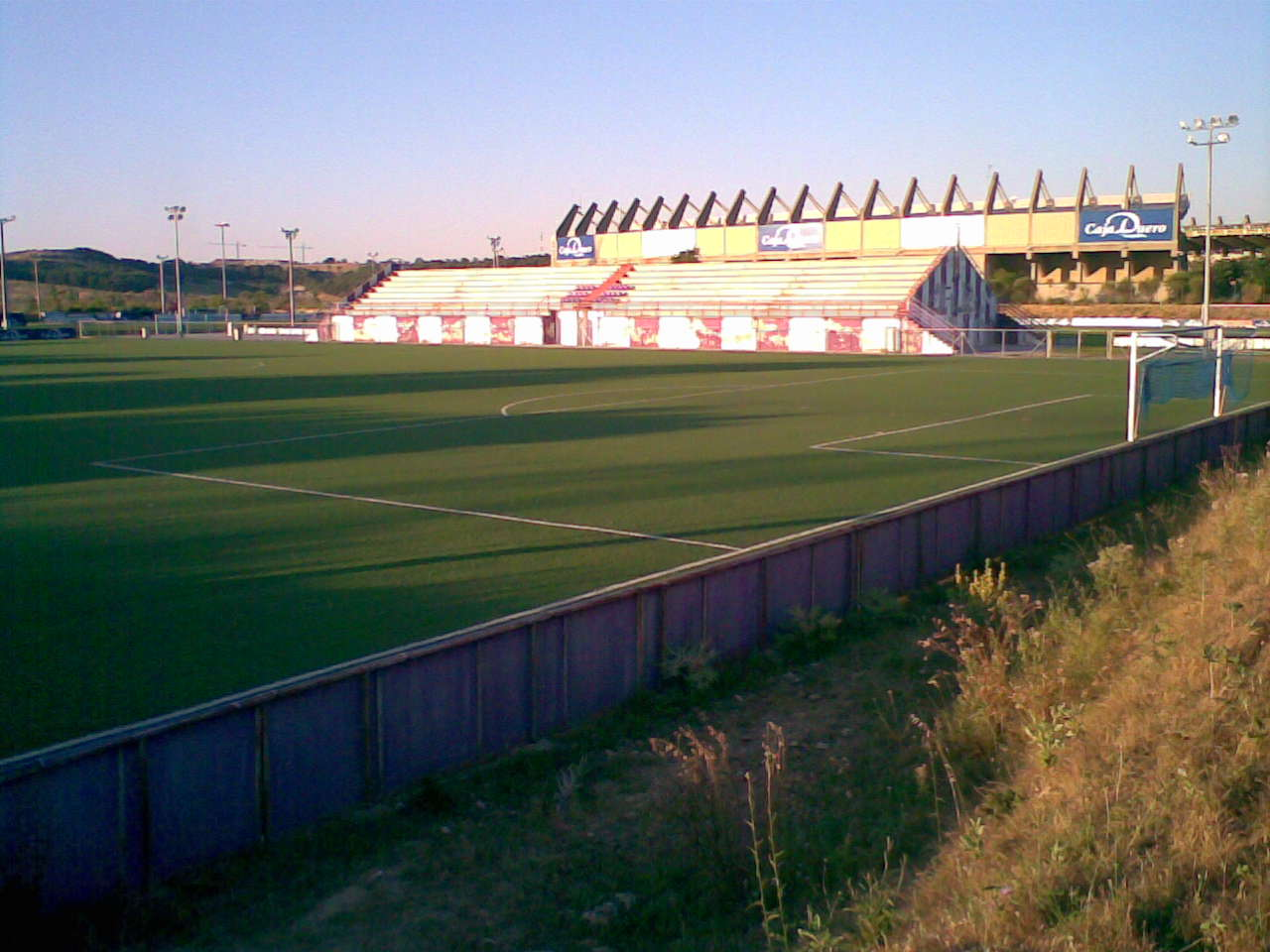
Campos anexos al estadio José Zorrilla al fondo (antes de la remodelación)

El recinto posee 4 campos. Dos de hierba natural donde entrena el Real Valladolid y dos de hierba artificial, uno donde juega el Real Valladolid Promesas y el Real Valladolid Juvenil que se cambió la hierba artificial entre finales de 2016 y principios de 2017 y otro que tiene dos campos de Fútbol-7 transversalmente. La Tribuna existente alberga en su interior diversos vestuarios y almacenes, así como una moderna y funcional cafetería. La propia tribuna tiene una capacidad de 741 espectadores en cada lado, con lo que son 1482 las plazas totales. En total son ocho filas de butacas con 85 en la fila inferior, 92 en la superior y 94 en cada una de las seis intermedias
En abril de 2020 se instaló una cubierta en la grada principal para proteger de las inclemencias meteorológicas a los asistentes. Además se colocaron butacas de color violeta y en las de color blanco se pueden ver las iniciales del club y su año de fundación, "RVCF 1928". 

El 13 de julio de 2020 anunció que el campo n.º 3 de césped artificial será sustituido por una pradera de 10 000 metros cuadrados de hierba natural. El 25 de agosto de 2020 el club confirmó la ampliación de los Anexos con la construcción de un cuarto campo de fútbol que será de césped artificial fuera del recinto actual, hacia la parte norte, enfrente del aparcamiento y de donde se desarrollaba la fan zone. Esta ampliación permitirá que todos los equipos de la cantera puedan seguir jugando en los Anexos hasta que la Ciudad Deportiva del Real Valladolid situada en Pinar de Jalón este construida.

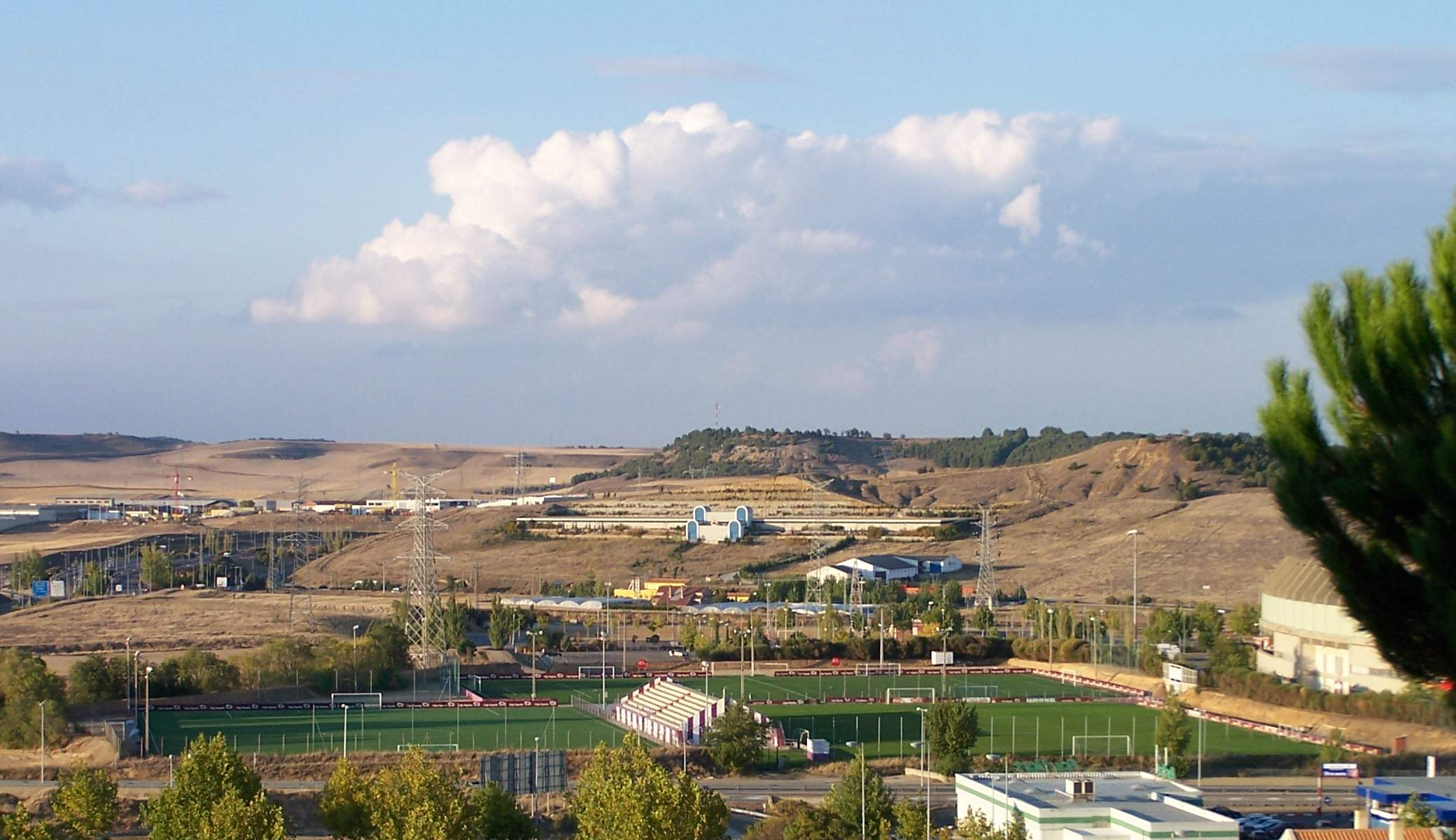
Vista de los Campos Anexos del Real Valladolid. (Antes de la remodelación)

Los anexos al Estadio José Zorrilla disponen de más de 2.500 plazas de aparcamiento divididas en diversas zonas:
- Para automóviles: Aparcamiento Norte (Acceso variante de la carretera de León y ronda Oeste -salida Zaratán-): 1.512 plazas.

- Para autocares y autobuses urbanos: Aparcamiento Este (Acceso Avenida Monasterio del Prado y ronda Oeste -salida Parquesol/Estadio): 180 plazas (de automóvil).

- Además, a 100 metros del Estadio se encuentra el amplio aparcamiento del Centro Comercial Carrefour, con un sencillo acceso desde la Autovía de Castilla por la salida 127 Parquesol/Estadio o desde la propia Avenida del Real Valladolid.

- También, a unos 200 metros del estadio, el Ayuntamiento de Valladolid acondicionó una zona de tierra para poder aparcar allí los vehículos con una capacidad de unos 500 vehículos.

- Por último, enfrente del estadio está el aparcamiento del Centro Cultural Miguel Delibes que cuenta con más de 500 plazas.

## Accesos al Estadio

### A pie

#### Desde la estación de tren
Se encuentra a unos 30 minutos de distancia a pie. Nada más salir, se gira por la calle de la izquierda y se sigue la calle todo recto, ya que te llega al estadio. Antes tienes que pasar por debajo de un puente(paso elevado de Arco de Ladrillo, pasar la estación de autobuses, seguir por la calle (C/ Puente Colgante), cruzar el Paseo de Zorrilla, el puente de hierro sobre el Pisuerga, la avenida de Salamanca y subir hacia el estadio por la Avenida del Real Valladolid. 

#### Desde la estación de autobuses
Se encuentra a unos 25 minutos de distancia a pie. Según se sale de la estación por la salida principal se gira a la derecha y a partir de aquí se sigue las mismas instrucciones que desde la estación de trenes.

### En coche
En función del lugar de procedencia y según se vaya acercando a Valladolid llegará o pasará cerca de alguno de estos importantes municipios. Estos le indican donde esta usted y que caminos ha de seguir para llegar al estadio.

#### Tordesillas-Salamanca-Portugal
Una vez ha llegado a las inmediaciones de Valladolid, debe pasar el panel indicador de desvío Valladolid (Sur). Continuar por la autovía que se denomina Ronda Oeste. Deberá coger la salida 127 Parquesol-Estadio y ya estará en el estadio.

#### Villanubla-Leon
Una vez pasada la localidad de Zaratán (lo sabrá al haber pasado un gran centro comercial), debe tomar un desvío por la Ronda Oeste (A-62), girando a la derecha y cogiendo dirección Tordesillas-Madrid,  Por esa ruta en la salida 127 Parquesol-Estadio tomela y ya estará en el estadio.

#### Dueñas-Palencia-Burgos
Siga por la autovía A-62 hasta la salida 127 Parquesol-Estadio y ya estará en el estadio. 

#### Laguna de Duero-Madrid (por N-601)
Por la VA-12 o N-601 tomar la salida 185 dirección Salamanca-Palencia-Burgos por VA-30. Estará así usted en la ronda exterior de Valladolid, continúe hasta el fin de esta ronda y gire a la derecha dirección Palencia-Burgos A-62 una vez en la A-62 recorra unos 2 km y tome la salida 127 Parquesol-Estadio y ya estará en el Estadio José Zorrilla.

#### Tudela de Duero-Aranda de Duero-El Burgo de Osma-Soria-Zaragoza
En la A-11 llegando a Valladolid tomar la autovía VA-30 (Ronda Exterior de Valladolid), en esta autovía continuar hasta su fin y tomar dirección Burgos-Palencia A-62. Ya en la A-62 tome la salida 127 Parquesol-Estadio y ya estará en el Estadio José Zorrilla.

### Autobús urbano
Proporcionados por AUVASA (autobuses urbanos de valladolid)

#### Línea8
Arranca en el Barrio Belén, pasa por el centro y para en el Centro Cultural Miguel Delibes a unos 3 minutos del campo.

#### Línea9
Arranca en Las Delicias, para pasar por Plaza Zorrilla, estaciones y Parquesol. La parada más cercana está en el barrio de Parquesol, concretamente en la calle Doctor Villacian, se encuentra a unos 10 minutos del campo. 

#### LíneaC1
Línea que rodea la ciudad de Valladolid, pasando por barrios como Matadero, Polígono Argales, Delicias, Pajarillos, Rondilla, La Victoria, Girón, Huerta del Rey y Parquesol. El autobús efectúa parada en el Centro Cultural Miguel Delibes a unos 3 minutos del campo.

#### LíneaC2
Realiza el mismo recorrido que el C1 solo que en sentido contrario. El autobús efectúa parada en el Centro Cultural Miguel Delibes a unos 3 minutos del campo.

#### Líneas especiales al Estadio
Estas son unas líneas especiales de autobús que parten de la parada de origen una hora antes del comienzo de un partido de fútbol, y se dirigen al estadio José Zorrilla con parada en las propias dársenas del estadio. Una vez acabado el partido, al poco tiempo los autobuses parten del estadio para regresar a las paradas de origen. Solo prestan servicio los días que el Real Valladolid juega en casa.
| Línea | Trayecto | Frecuencia                                                                           | KM Línea Ida+Vuelta |
| ----- | --- | ------------------------------------------------------------------------------------ | ------------------- |
| F1    | Covaresa - La Rubia - Arturo Eyries - Estadio José Zorrilla                                                                                | Solo días de fútbol, 1 hora antes del comienzo del partido y al finalizar el partido | 13,0                |
| F2    | La Cistérniga (Cº Yeseras junto al Polideportivo) - Delicias - Plaza Circular - Estaciones - Plaza Juan de Austria - Estadio José Zorrilla | Solo días de fútbol, 1 hora antes del comienzo del partido y al finalizar el partido | 17,7                |
| F3    | Las Flores - Pajarillos - Doctrinos - Estadio José Zorrilla                                                                                | Solo días de fútbol, 1 hora antes del comienzo del partido y al finalizar el partido | 19,6                |
| F4    | Belén (Pilarica) - Doctrinos - Estadio José Zorrilla                                                                                       | Solo días de fútbol, 1 hora antes del comienzo del partido y al finalizar el partido | 12,7                |
| F5    | Belén (Universidad) - Angustias - Doctrinos - Estadio José Zorrilla                                                                        | Solo días de fútbol, 1 hora antes del comienzo del partido y al finalizar el partido | 12,5                |
| F6    | San Pedro Regalado - La Rondilla - La Victoria - Estadio José Zorrilla                                                                     | Solo días de fútbol, 1 hora antes del comienzo del partido y al finalizar el partido | 14,0                |

- Estas líneas solo prestan servicio cuando hay partido en el Estadio José Zorrilla del Real Valladolid.

## Proyecto "Valladolid Arena"
Este proyecto cuenta entre sus características:
- La construcción de un hotel de 3.000 m² que supondría el cerramiento de la grada sur del Estadio José Zorrilla.
- Un centro comercial anexo al estadio con una superficie de 40.000 m².
- La edificación de un pabellón "arena", con capacidad para unos 12.000 espectadores que albergaría los partidos de competición del Club Baloncesto Valladolid así como del Balonmano Valladolid, además de constituirse en un centro para albergar acontecimientos como espectáculos o conciertos.
- Un aparcamiento subterráneo con una capacidad para acoger 8.000 vehículos y 197 autocares, cifra que ridiculiza los 60 que puede albergar en la actualidad el aparcamiento del estadio.
- Ampliación de la Ciudad Deportiva del Real Valladolid, (que pertenece en exclusiva al club).
- Construcción de un campo rodeado de una pista de atletismo, que serviría como lugar de entrenamiento, si bien competición, para los equipos de rugby de Club de Rugby El Salvador y Valladolid Rugby Asociación Club.

El proyecto ya ha recibido el visto bueno del Ayuntamiento y está pendiente de recibir el de la Diputación de Valladolid. 
Tanto PP como PSOE están de acuerdo en llevar adelante este proyecto que blinda el deporte de élite de Valladolid.
Al margen del uso en el ámbito deportivo, este centro de ocio beneficiaría tanto al Ayuntamiento de la ciudad como a los distintos clubes deportivos de la misma.
En el caso del Real Valladolid, la explotación comercial de este centro de ocio, supondría unos beneficios extradeportivos anuales que rondarían los 6 millones de euros.
Esto significaría el fin de las deudas para el club, caso similar que se daría con el Club Baloncesto Valladolid.
Por tanto, esto favorecería la viabilidad económica, así como deportiva, de clubes que a día de hoy no atraviesan un buen momento financiero.